# 尚円王
尚円王（しょう えんおう、旧字体：尙圓王、永楽13年〈1415年〉- 成化12年7月28日〈1476年8月17日〉）は、琉球王国の国王。クーデターで第一尚氏王統を倒し、第二尚氏王統の初代国王（在位1469年 - 1476年）に即位した。即位以前の名は金丸（かなまる）、童名は思徳金（うみとくがね）と言った。神号は金丸按司添末續之王仁子（かなまるあじすえつぎのおうにし）。

## 生涯

### 即位前
1415年、沖縄本島の北西部に浮かぶ伊平屋伊是名諸島の伊是名島の諸見村（現在の、行政上は島尻郡に属する伊是名村諸見）に父の尚稷と母の瑞雲の長男として生まれたと言われている。童名は思徳金（うみとくがね）と言った。父を助けて農業を手伝っていたが、金丸が数え年で20歳（1434年）の時、両親を亡くしたとされる。そのとき、弟（後の尚宣威王）は5歳だった。
しばらく農業に励んでいたが、旱魃にもかかわらず金丸の田だけ水が枯れなかったことから、村人たちから盗水の嫌疑をかけられるようになった。耐えかねた金丸は、正統3年（1438年）、24歳の時に妻と弟を連れて島を後にし、沖縄本島の国頭村（現・国頭郡国頭村）へ逃亡したと伝えられる。ただしこの伝説は、尚巴志王の祖父の佐銘川大主（さめかわおおぬし）の伝説との類似が指摘されており、それをなぞった後世の作り話との説もある。

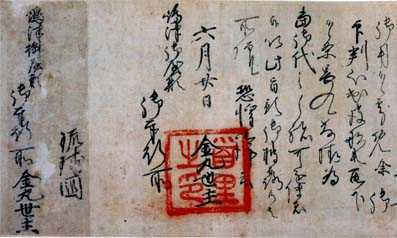
琉球国金丸世主書状（1471年）

国頭村でも余所者ということで金丸一家は受け入れられず、正統6年（1441年）、27歳の時に再び国頭村を後にして、久志などを経て首里（現・那覇市）へ向かった。首里に到着すると、金丸は当時王叔だった越来王子（後の尚泰久王）に見い出されて、その家臣となった。当初は下役であったが、金丸は直ちに頭角を表し、景泰3年（1452年）、38歳の時に黄冠に昇った。冠の制度は後の嘉靖3年（1524年）の制定であるので、黄冠という史書の記述は後世の当てはめであろうが、紫冠相当（親方）の位階のなかった当時においては黄冠は最高位であり、金丸は首里に再移住・仕官して10年前後で高官に抜擢されたことになる。その後尚泰久が即位すると、景泰5年（1454年）に西原間切の内間領主に任命された。仕官14年目にして、自らの領地（采地）を有するまでに出世したのである。
金丸はその後も順調に出世し、天順3年（1459年）には、御物城御鎖側官（貿易長官）に就任した。この職は同時に王への取次職でもあり、王への上申は金丸を経由する必要があることを意味した。尚泰久王の信頼が絶大であったことがうかがえる。しかし、翌年、尚泰久王が薨去すると、世子尚徳が即位したが、尚徳王と金丸の関係は尚泰久王の時のようにはいかず、血気にはやる若き王を金丸が諫めることもしばしばであった。正史はいずれも尚徳王の悪政がつづられているが、真偽は定かでない。いずれにしろ、成化2年（1466年）には喜界島に尚徳王自ら遠征に出向くなど、無謀とも思える政策を重ね、次第に重臣の信頼を失っていったのは確かなようである。果たして喜界島への親征は成功し、琉球は奄美群島を一応は支配下に収めることになったが、成化4年（1468年）8月、金丸はついに内間村に隠遁することになる。54歳の時であった。

### クーデターによる即位
成化5年（1469年）4月、尚徳王が薨去し、法司（三司官）はその世子を即位させようと、重臣たちを招集して会議を開いたが、国王としての資質を問われ、その席で金丸を次期王に推すことが決定され、金丸は隠遁先から首里に迎えられ即位し、尚円と名乗る。ここから第二尚氏王統が始まった。伝承ではこの場で、泊村の老人安里大親が神がかりして「物呉（ものく）ゆすど我御主（わがうすう）、内間御鎖（うちまうざし）ど我御主」（財貨を与えてくれる者こそ我が主であり、それは内間金丸さまである）と世謡（ユーウテー）を謡いだした。それを聞いた一同は「ヲーサーレー」（その通り）と唱和して、金丸を王に推戴したという。
この王朝交代劇は、第二尚氏公式の史書である『中山世譜』『球陽』にそれぞれ、「（尚徳の）世子将に立つ。群臣之を殺す。国人金丸を推戴す。君と為す。（中山世譜巻1 歴代総紀）」、「貴族近臣、其の変有るを見、先を争ひて逃去す。王妃・乳母、世子を擁着して真玉城に隠る。兵、追ひて之れを殺す。（球陽巻3附紀　尚円王伝）」とあり、クーデターが行われたことは間違いない。ただし、この企てに金丸自身が積極的・主体的に関与していたか否かは定かではなく、あくまでも事後に群臣の推挙を受け、一度は隠遁した身ながらやむを得ず王位を受けた、という体裁である。 このクーデターの時期は、『球陽』の記述からすれば7月となる。
伝承では、第一尚氏の後裔と称する門中はいくつかある。たとえば、孫氏平田家（尚思紹王次男（三男とも）後裔）、武氏嘉陽家（尚泰久王五男後裔）、雍氏目取真家（尚徳王三男後裔）、明氏亀谷家（尚徳王三男後裔）等である。もっとも家譜に記載があるわけではないので真偽はわからない。それゆえ、実際どの程度の虐殺があったのかは不明である。

### 即位後
天王寺・龍福寺・崇元寺を建立した。
また、中国との朝貢貿易の進貢間隔を二年一貢とした。

## 家族
- 父：尚稷
- 母：瑞雲
- 妃：世添大美御前加那志（童名・宇喜也嘉、号・月光。1445年（正統10年） - 1505年4月4日（弘治18年3月1日）。父名不伝）
  - 長男：尚真、久米中城王子（のち即位）
  - 長女：聞得大君加那志（初代聞得大君。童名・音智殿茂金、号・月清。生没年不詳）
- 弟　尚宣威王(第二尚氏二世)

### 伝承
- 側室：君清らの按司加那志
  - 子：内間大親
- 側室：まむた親部の妹内間ノロ
  - 子：章氏安谷屋若松
- 側室：平安山ノロ
  - 子：楊氏山内昌信
- 兄(長男)　大米須親方(翁氏鼻祖*尚徳王の時代の三司官)
- 兄(次男)　上間大親(西平殿内元祖)

## 登場作品
テレビドラマ
- 琉球放送創立65周年特別番組　琉球歴史ドラマ「尚円王」（2020年）